# Roberto Cea
José Roberto Cea (* 10. April 1939 in Izalco) ist ein salvadorianischer Romancier und Dichter.
Cea studierte Journalismus und Literatur an der Universidad de El Salvador (UES). Er ist als Autor offizieller Lehrbücher für den Unterricht der Sekundarschulbildung in seinem Land bekannt. Er ist Mitglied der literarischen Gruppe La Generación Comprometida. Eine seiner Geschichten mit dem Titel „El ausente no sale“ wurde für das staatliche Bildungsfernsehen in einer Kurzfilmproduktion 1983 gedreht.

## Auszeichnungen
- Premio Internacional de Poesía del Círculo de Poetas y Escritores Iberoamericanos de Nueva York, 1965
- Premio 15 de septiembre, del Certamen Centroamericano Ciencias, Letras y Bellas Artes, 1965 und 1966
- Premio de poesía en el certamen latinoamericano Pablo Neruda, Perú, 1974
- Premio Internacional Rubén Darío, 1981
- Primer premio en los juegos florales agostinos de San Salvador, 1998

## Werke
- Los días enemigos, 1965 (Poesie)
- Casi el encuentro, 1965 (Poesie)
- De perros y hombres, 1968 (Erzählung)
- Códice de amor, 1968 (Poesie)
- Naúfrago genuino, 1968 (Poesie)
- Códice liberado, 1969 (Poesie)
- Solitario de la habitación 5 guión 3, 1970 (Erzählung)
- El potrero, 1970 (Poesie)
- Antología general de la poesía en El Salvador, 1971 (editor)
- Lecturas italianas, 1973 (Poesie)
- Pocas i buenas, 1986 (Poesie)
- Los herederos de farabundo, 1981 (Poesie)
- Corral no, coral de los desplazados, 1986 (Poesie)
- De la guanaxia irredenta, 1988 (Erzählung)
- Dime con quién andas y..., 1989 (Erzählung)
- Ninel se fue a la guerra, 1990 (Erzählung)
- La guerra nacional, 1992 (Poesie)
- Cantar de los cantares y otros boleros, 1993 (Poesie)
- En este paisito nos tocó y no me corro, 1995 (Erzählung)
- Misa mitin, 1998 (Poesie)
- Todo el códice, 1998 (Poesie)
- La Generación Comprometida, 2002 (Erzählung)
- El Cantantar de los Cantares y otros boleros, 2003 (Poesie)